# Lär du, Jesus, oss nu alla
Lär du, Jesus, oss nu alla är en finsk psalmtext med 6 verser av Gustaf Skinnari. Svensk översättning av Elis Sjövall
Melodin komponerad av Frans Petter Krank; 3/4. c-moll.

## Publicerad i
- Sions Sånger 1951 nr 127.
- Sions Sånger 1981 nr 22 under rubriken "Från Getsemane till Golgata".